# Kreischberg

A Kreischberg sípálya egy téli sportokat átölelő terület Stájerországban, Ausztriában.

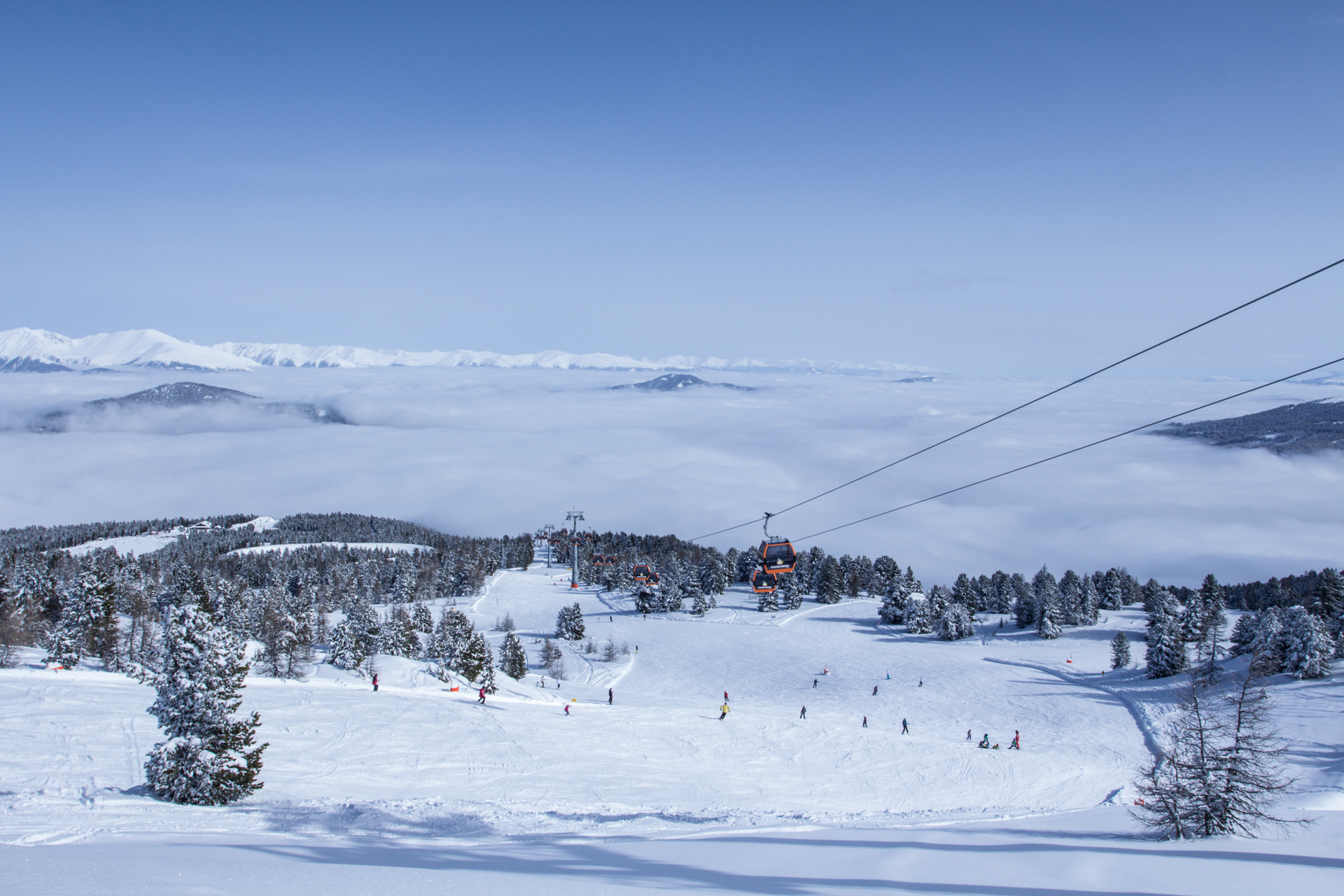
10 üléses kabinos felvonó - kilátás.

A terület kiterjeszkedik a Rosenkranzhöhe hegyig, így összesen 42 km sípályarendszerrel és 2013 decembere óta a világ első 10 üléses kabinos felvonójával rendelkezik. Az elmúlt években a sípálya többször is kitüntetést kapott legjobb minőségű sípályaként.
A Kreischberg sípályára - a többi sípályához képest - átlagon felüli létszámban érkezik snowboardozni kívánó vendég, ami annak köszönhető, hogy a pályák rendkívül szélesek, ezért nagyon közkedveltek a snowboardosok körében. Ennek köszönhetően többször kerültek megrendezésre a Kreischbergen nemzeti és nemzetközi sportesemények.

## Nemzetközi versenyek
A Kreischberg sípálya Murau mellett található. 2003-ban volt a Kreischbergen a FIS snowboard világbajnokság, illetve 2004–05 szezonban itt tartották Ausztriában először a FIS sícross világkupát. 2009 januárjában a FIS telemark vb-nek adott otthont, 2015. január 15-25. között pedig itt került megrendezésre a FIS Freestyle sí- és snowboard világbajnokság. A Kreischberg Európa legnagyobb félcsövének ad otthont és ennek köszönhetően rendszeresen kerülnek itt megrendezésre snowboard világkupa versenyek.

## A Kreischberg liftjei
- 10 személyes kabinos felvonó

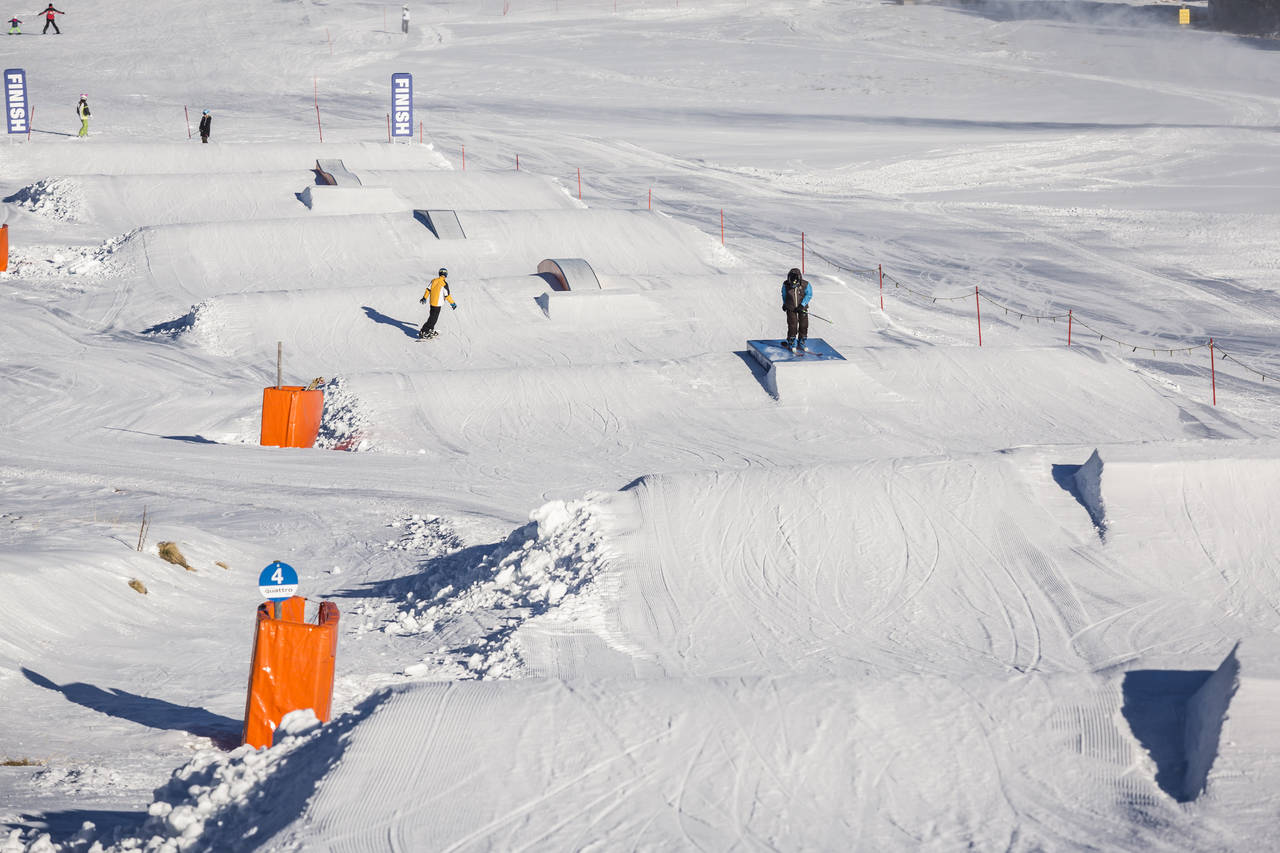
Snowpark Kreischberg, Beginner Line

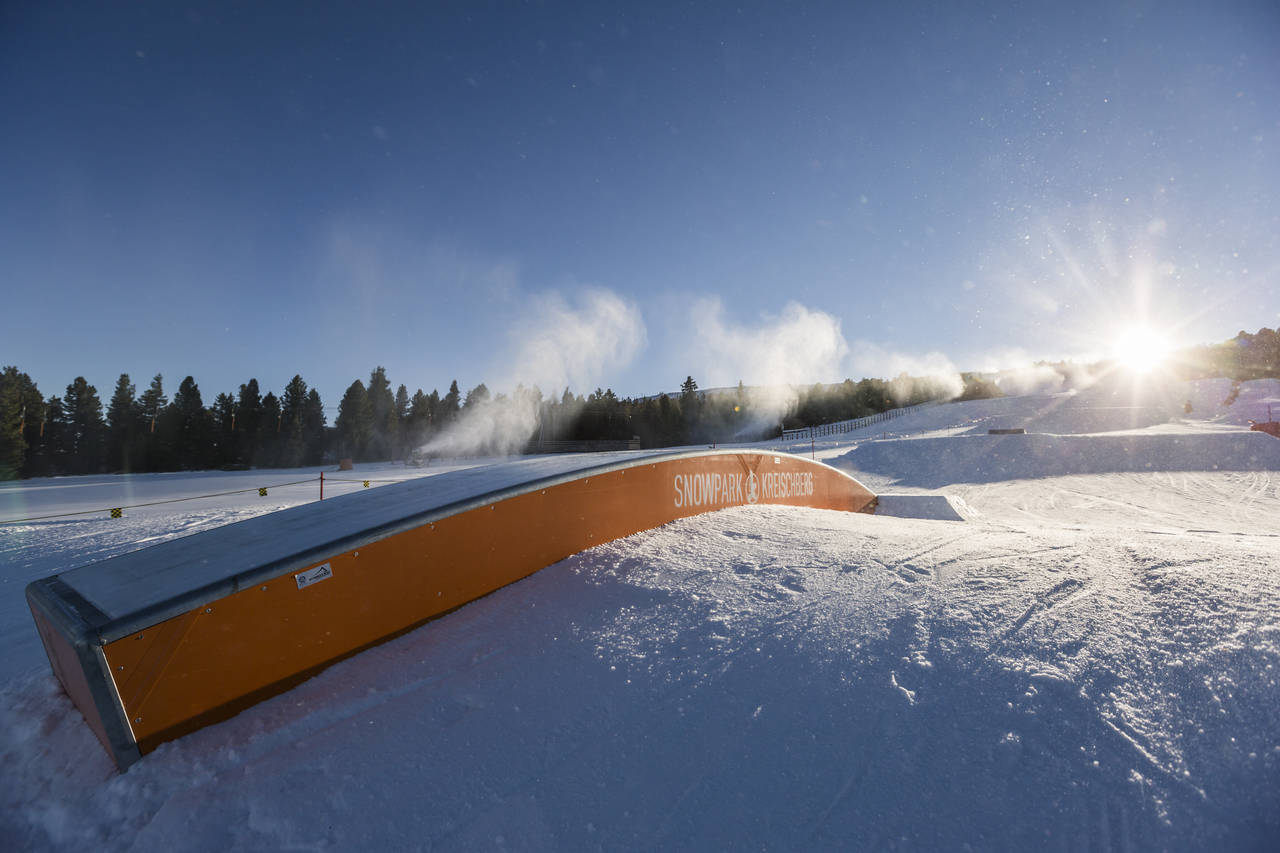
Snowpark Kreischberg, Beginner Line, Rainbow Butterbox

- 2 kabinos felvonó „Gondelbahn 1. und 2. Sektion”
- 6-üléses felvonó „Sixpack”
- 4-üléses felvonó „Schopfart”
- Kettő 2-üléses felvonó „Ochsenberg” és „Rosenkranz”
- 4 csákányos ill. tányéros felvonó „Kreischi”, „Sunshine I & II” és „Rosenkranz”
- 2 gyakorló lift
- Tubinglift

2015 decemberében épült 1900 méteres magasságban egy nagy Freestyle-Park a snowboardosok és freeskierek nagy örömére - a Snowpark Kreischberg üzemeltetoje a QParks cég. Felszereltsége: Kicker Jumps, Wave Run Jump, 4 Butter Boxes (Dance Floor, Rainbow, Wave, Flat/Down), kezdőknek a Banked Pipe (ez egy kis félcső). Továbbá Kicker, Tubes, Jibs, Rails und Funboxen (összesen 11 különböző akadály).

## Külső hivatkozások
- Murtal Steilbahnen Betriebs GmbH weboldala
- QParks weboldala